# Benjamin Ramaroson
Pour les articles homonymes, voir Ramaroson.
Benjamin Ramaroson né le 25 avril 1955 est un archevêque de Madagascar et membre de la congrégation de la mission.

## Biographie
Benjamin Ramoroson est né le 25 avril 1955 à Manakara (Madagascar) sous le nom de Benjamin Marc Balthason Ramaroson. Il a fait ses études dans le primaire puis dans le secondaire en obtenant un baccalauréat de mathématiques. Il s'est ensuite inscrit pendant deux ans à l'université d'état d'Antananarivo.

### Ministère de la prêtrise
Il a fait profession comme membre de la congrégation de la mission le 15 octobre 1980, puis a été ordonné prêtre pour cette congrégation le 15 août 1984. 
Il a été curé à la cathédrale de Farafangana, puis a étudié à l'université pontifical grégorienne pour obtenir un doctorat en théologie spirituelle.

### Ministère d'évêque
Le 26 novembre 2005 il est nommé évêque de Farafangana puis consacré évêque le 25 mars 2006 par Mgr Fulgence Rabemahafaly. Le 27 novembre 2013 il est nommé comme archevêque de Antsiranana. Conformément au code de droit canonique, en tant que nouvel archevêque métropolitain, il reçoit le pallium des mains du pape le 29 juin 2014 suivant.
Il est l'un des parrains de l'association Prev'Act, une association caritative réunionnaise active à Madagascar.

### Source
- Fiche sur catholic hierarchy